# Grâce-Hollogne
Grâce-Hollogne (in vallone Gråce-Hologne, localmente pronunciato Grâce-Hologne) è un comune del Belgio facente parte della Comunità francofona del Belgio, situato nella Regione Vallonia nella provincia di Liegi.
Il comune contava il 1º luglio 2004 21 817 abitanti (10 547 uomini e 11 270 donne) per una superficie di 34,03 km². A monte di Liegi, sulla riva sinistra del fiume Mosa, è circondata dai comuni di Ans, Saint-Nicolas, Seraing (Jemeppe-sur-Meuse), Flémalle, Saint-Georges-sur-Meuse, Donceel e Fexhe-le-Haut-Clocher.
L'aeroporto di Liegi e la zona aeroportuale sono per la loro totalità situate sul territorio del comune.

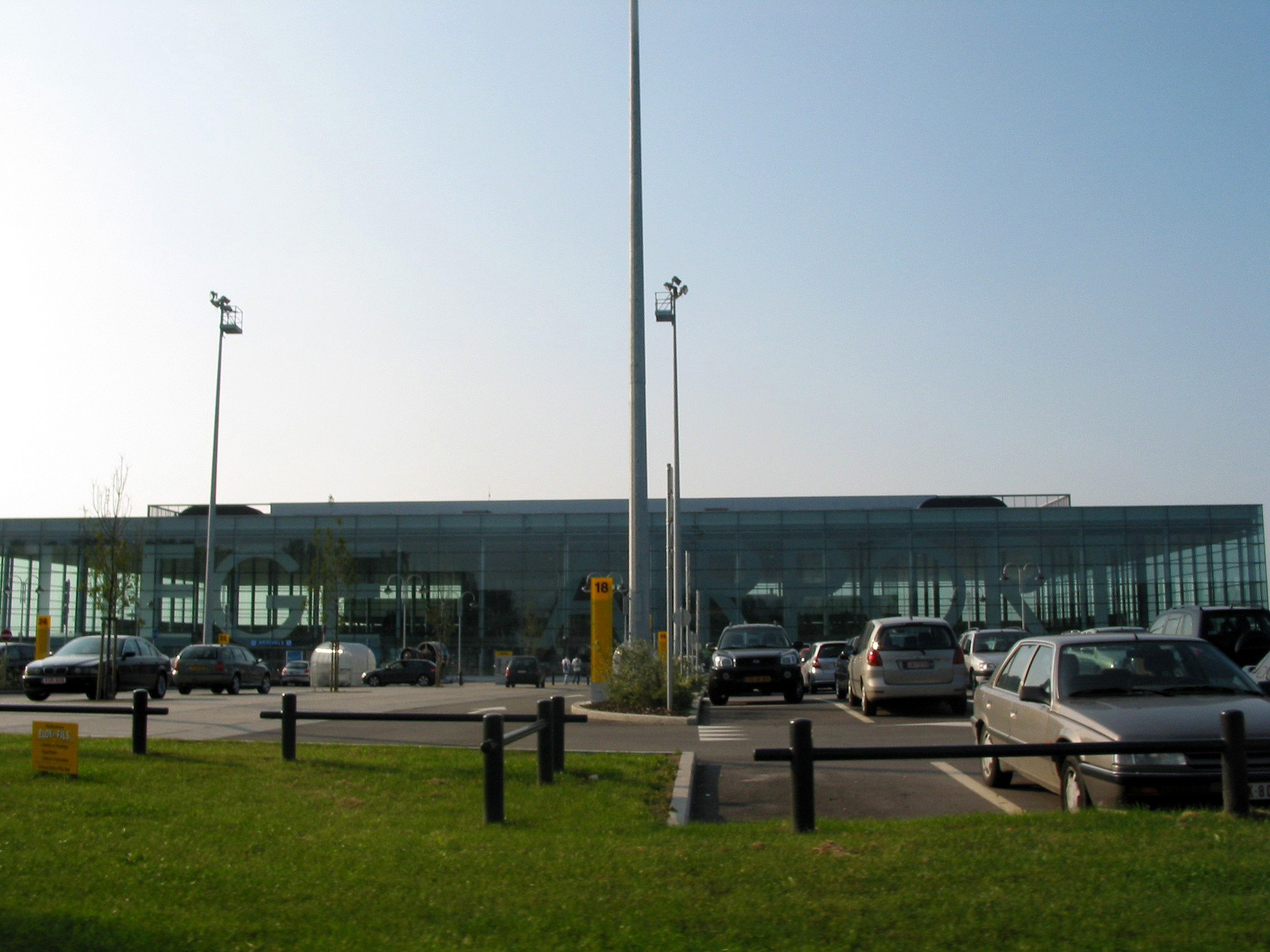
L'aeroporto

## Località
Il comune di Grâce-Hollogne raggruppa gli antichi comuni fusi di Bierset, Grâce-Berleur, Hollogne-aux-Pierres, Horion-Hozémont e Velroux. Grâce-Berleur è strettamente legata all'insurrezione vallona della Question royale (ritorno di Leopoldo III e l'insurrezione reale).